# Johnson’s Baby
Johnson’s Baby (Джонсонс беби) — американская торговая марка косметики и средств по уходу за ребёнком, которая принадлежит компании Johnson & Johnson. Бренд появился в 1893 году c детской присыпки Johnson’s Baby Powder.
Спектр продуктов состоит из детской присыпки, шампуней, лосьонов для тела, массажного масла, пены для купания и влажных салфеток. Косметика бренда известна как «необычайно чистая и безопасная» (как минимум, с 1980 года).

## История
Детская присыпка и гигиенические салфетки (1893)

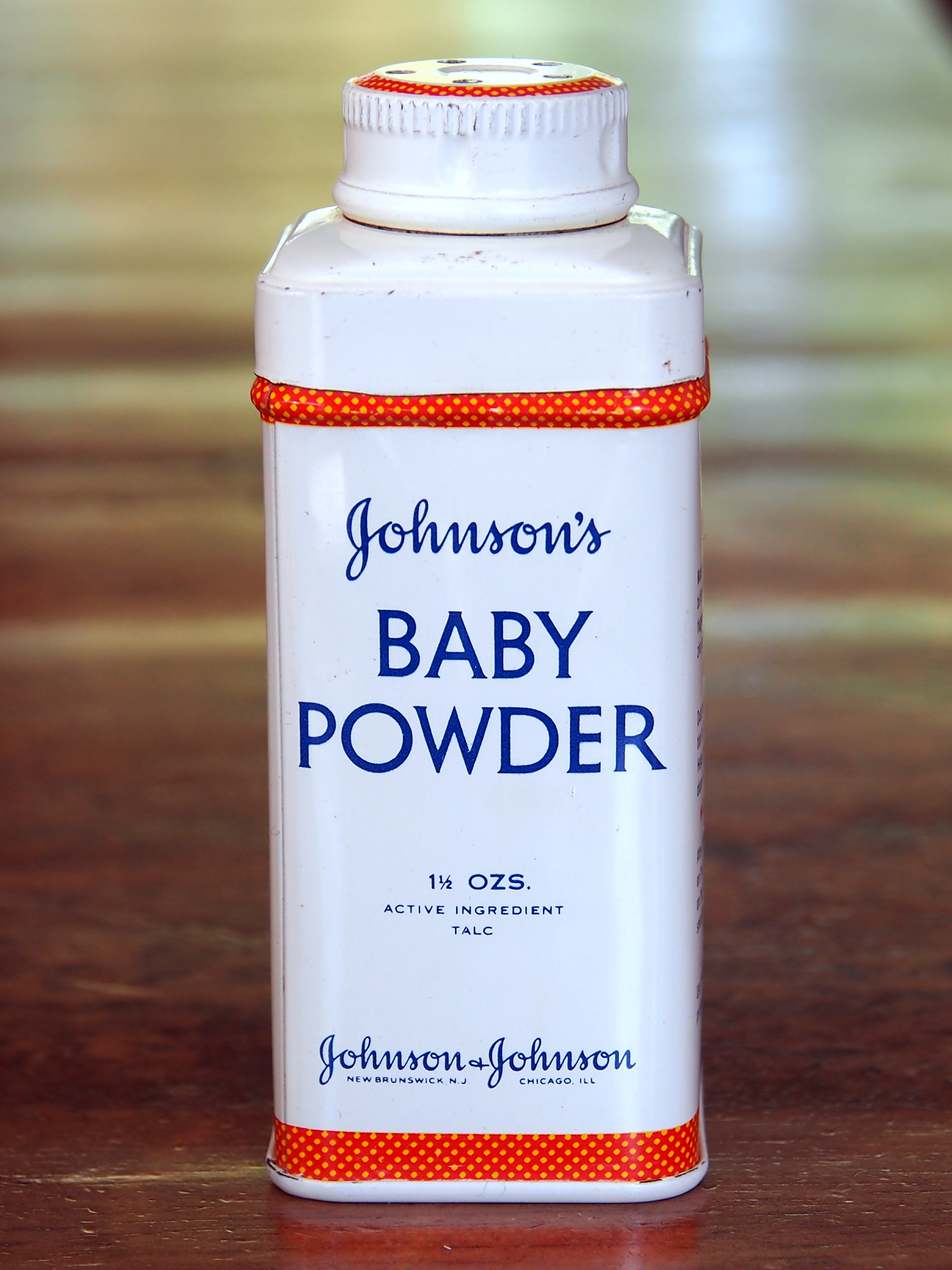
Детская присыпка Johnson’s Baby (XX век)

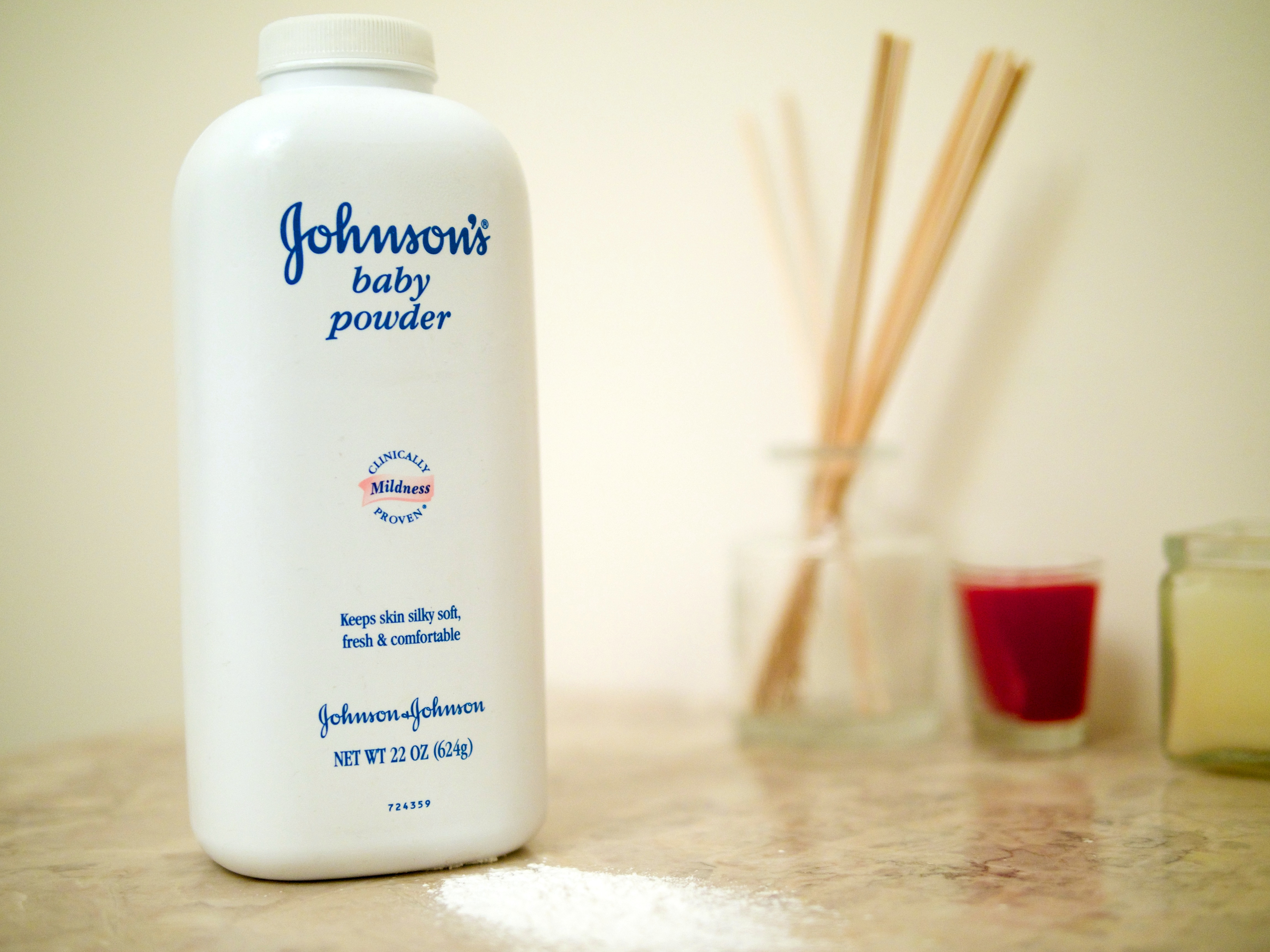
Детская присыпка Johnson’s Baby (2014)

Детскую присыпку Johnson’s Baby изобрёл доктор Фредерик Барнетт Килмер, первый директор научных исследований компании Johnson & Johnson. В 1892 году он получил письмо от терапевта, который рассказал о пациенте, страдающем от раздражения кожи после использования медицинского пластыря. Килмер предложил использовать ароматизированный итальянский тальк для облегчения проблемы и отправил доктору коробку талька.
Детская присыпка появилась как продукт в 1893 году и вышла на рынок в 1894.
Первые упаковки детской присыпки Johnson’s Baby были желто-красного цвета с надписью «Для туалета и ухода» («For Toilet and Nursery»).
Роберт Шук (Robert Shook) пишет, что гигиенические салфетки вкладывались в набор молодой матери и не считались отдельным товаром до тех пор, пока потребители не попросили об этом компанию.

В 1893 году тальк вкладывали в коробки, которые распространялись среди акушерок и молодых матерей. Мамам он настолько понравился, что компания начала продавать его в аптеках. Также в коробках были двенадцать гигиенических салфеток. До этого, такой товар было невозможно купить. После того как компания (Johnson & Johnson) получила тысячи писем от женщин, которые хотели знать, где купить эти продукты, компания начала производить гигиенические салфетки — став первым производителем гигиенических салфеток в США.
Первым ребёнком, который появился на этикетке детской присыпки Johnson’s Baby была Мэри Ли Джонсон Ричардс, внучка Роберта Вуда Джонсона, сооснователя Johnson & Johnson).
Запах детской присыпки Johnson’s Baby для многих американцев связан с детским запахом как таковым. По словам представителя Johnson’s Baby (Fred Tewell), которые приводит газета Торонто Стар, выпуск товаров с запахом детской присыпки стал стандартом не только для косметики, но также для подгузников. Также во всех детских товарах Johnson’s Baby имеется «пудровая» нотка.
Крем Johnson’s Baby (1921)
Крем Johnson’s Baby появился в 1921 году.
Подарочный набор (1921)

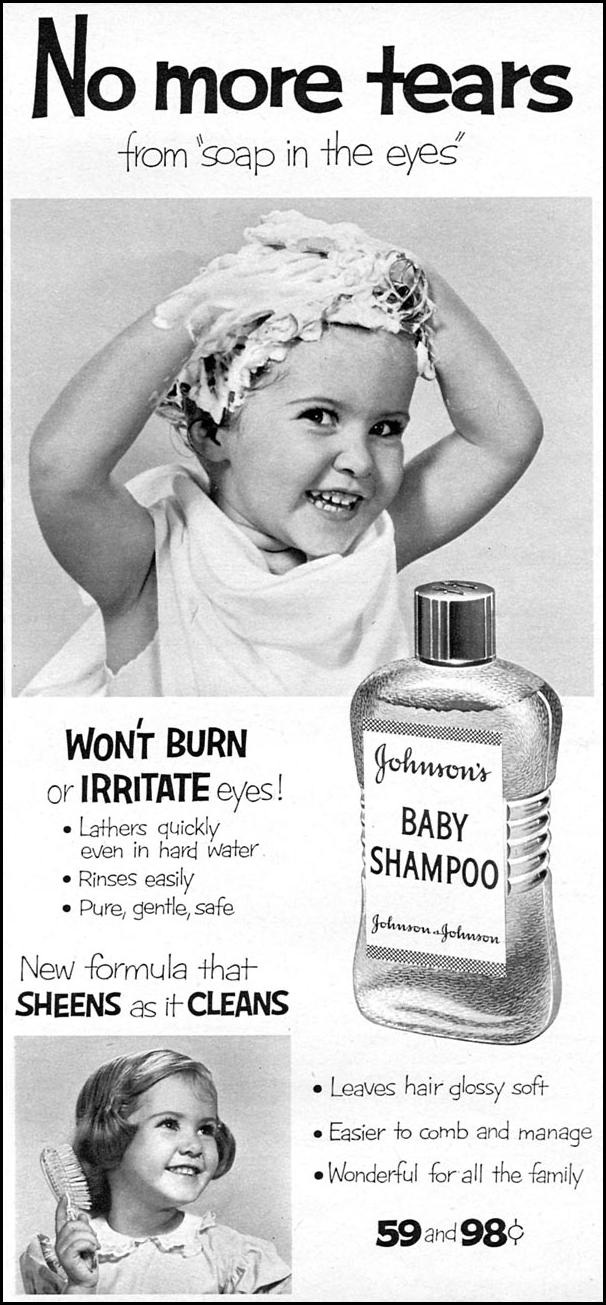
Реклама шампуня со слоганом «Нет больше слёз» («No More Tears») в журнале «Family Circle», США, 1956 г.

По данным Маргарет Гуровитц (Margaret Gurowitz), корпоративного историка Johnson & Johnson, в 1921 году компания выпустила свой первый «Подарочный набор ребёнка» (Baby Gift Box), который включал небольшие упаковки детской присыпки, детского крема и детского мыла и был «сделан как небольшой подарок, который можно было взять с собой при посещении семьи с новорожденным».
Массажное масло (1938)
Массажное масло Johnson’s Baby появилось в 1938 году. Массажное масло Johnson’s Baby активно рекламировалось в США, например, в журнале Life) с 1943 года как дополнение к детской присыпке.
Лосьон Johnson’s Baby (1942)
Лосьон Johnson’s Baby, который часто называют «розовым брендом» (pink brand) из-за цвета бутылочки, появился в 1942 году.
Шампунь Johnson’s Baby (1953)
Детский шампунь «Нет больше слёз» (No more tears) появился в 1953 году.
Нунс и Джонсон пишут:

В 1953 году Johnson & Johnson выпустила шампунь «Нет больше слёз». Нацеленность на это (узкое) использование была настоящим «прорывом» в сфере мыла, поскольку компания использовала амфотерные очищающие вещества для производства потребительской косметики. Хотя эти вещества не были столь же эффективны как обычное мыло, они необычайно мягкие, что делает их в буквальном смысле слова «приятными для глаз» и подходящими для ухода за чувствительной детской кожей, которая, предположительно, не является слишком грязной. Создание новой категории очищающих средств для этого узкого сегмента, позволило компании Johnson & Johnson захватить лидерство в категории, которое она удерживает и сейчас, спустя более 50 лет. Через полгода после появления шампуня на рынке, Johnson & Johnson захватила 75 % рынка детских шампуней — компания удерживала такую же долю рынка по состоянию на 1995.
Интересно, что слоган «Нет больше слёз» был зарегистрирован как торговая марка только в 1959.
No More Tangles (1971)
Шампунь «Нет больше колтунов» (No More Tangles), названный в честь популярного шампуня «Нет больше слёз», появился в 1971.
Влажные салфетки (1980-е)
Влажные салфетки Johnson’s Baby появились в 1980-е годы прошлого века под названием «Детская ткань для вытирания» (Baby Wash Cloths).
Они получили название детских влажных салфеток уже в 1990-е годы (салфетки существовали уже в 1990 году). В 1994 году они рекламировались как альтернатива мытью водой, благодаря мягкой, pH-нейтральной формуле, включающей очищающий лосьон.
Солнцезащитный крем (1991)

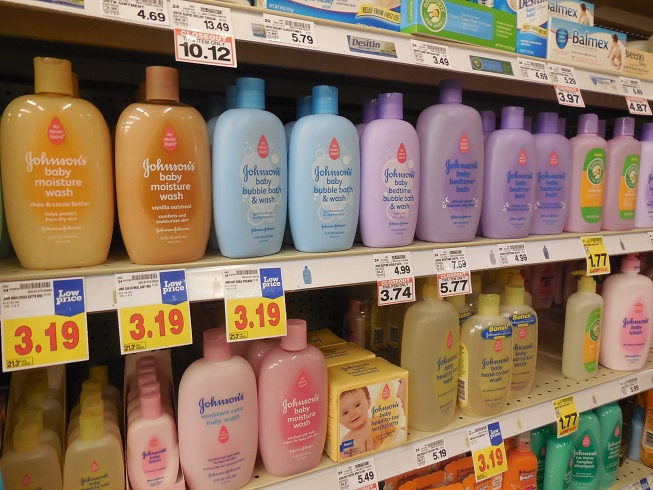
Косметика Johnson’s Baby в универмаге Kroger, США

Солнцезащитный крем Johnson’s Baby появился весной 1991 года.
Очищающая пенка «От макушки до пяток» (1997)
Очищающая пенка «От макушки до пяток» (Top-To-Toe) появилась в 1997 году.

### Шампунь «Перед сном» (2000)
Шампунь «Перед сном» (Bedtime) появился в 2000 году и стал первым в линейке «Перед сном», которая состоит из 7 товаров (пена для купания, шампунь, крем, детское молочко для тела, массажное масло, мыло, присыпка), содержащих экстракты лаванды и ромашки.

## Реклама детской косметики, направленная на взрослых
С ранних дней существования косметики Johnson’s Baby компания Johnson & Johnson использовала слоган «Лучшее для ребёнка — лучшее для тебя» (Best for the Baby — Best for You). Примеры такой рекламы существовали уже в 1913 году, когда из всей продукции была только детская присыпка.
В середине 1970-х годов Johnson & Johnson начала рекламировать детские продукты семьям, продвигая так называемое «семейное использование» (family usage).
Эта стратегия была успешной. К 1980-м годам Johnson’s Baby нарастила долю рынка во взрослых категориях благодаря восприятию, что «детские товары более нежные, чем взрослые». Так, в 1985 году 70 % присыпки Johnson’s Baby в США потреблялось взрослыми.

## «Взрослое» использование косметики
Продукция Johnson’s Baby используется не только для ухода за детьми. Например, детское масло Johnson’s Baby часто используется для снятия макияжа (журнал New York Magazine пишет, что именно так его использует телеведущая Марта Стюарт). Также стриптизёры часто используют детское масло чтобы тело блестело. Кроме этого, подобное масло часто используется в порноиндустрии, а названия некоторых порнографических роликов и фильмов напрямую посвящены маслу.

## Вопросы безопасности продукции
В декабре 1985 года в США два педиатра предупредили пациентов, что использование детской присыпки небезопасно для здоровья, поскольку её можно нечаянно вдохнуть. Компания Johnson & Johnson в ответ опубликовала официальное заявление, в котором писала, что «при правильном использовании продукт безопасен».
В феврале 2013 года английский журнал «Journal of Obstetric, Gynecologic, & Neonatal Nursing» опубликовал исследование учёных Манчестерского университета, которое доказывало, что мытьё детей пенкой «От головы до пяток» столь же безопасно как мытьё водой. Компания Johnson & Johnson выступила спонсором этого исследования, однако оно «проводилось в соответствии со строгими, независимыми протоколами, предусматривающими слепое тестирование и сравнение со схожей продукцией».
В январе 2014 года компания Johnson & Johnson, реагируя на давление групп потребителей, убрала из состава косметики два потенциально опасных химических компонента (формальдегид и 1,4-диоксан) из более чем 100 детских продуктов.